# Монтевидео Уондерерс
«Монтевиде́о Уо́ндерерс» (исп. Montevideo Wanderers Fútbol Club) — уругвайский футбольный клуб из города Монтевидео. Клуб оспаривает звание третьего клуба Уругвая после двух сильнейших команд страны — «Пеньяроля» и «Насьоналя», хотя и с огромным отставанием от них. Четырёхкратный чемпион страны.

## История
Основанный в 1903 году клуб первоначально имел бело-синие цвета, позже изменённые на чёрно-белые в дань уважения к клубу из Буэнос-Айреса «Эстудиантес».
В 1906 году началась первая «золотая эра» для «Уондерерс». В том году они стали чемпионами Уругвая в первый раз в своей истории. Лишь один раз «чёрно-белые» сыграли вничью (из 10 матчей), разница мячей составила 17:3. В 1909 году команда завоевала второй титул.
Второй великий период в истории клуба приходится на 1920-е годы, когда уругвайская лига раскололась на два чемпионата. В обоих «Уондерерс» делегировал по команде. В турнире АУФ (Ассоциации футбола Уругвая) «Уондерерс» не добился серьёзных побед, а в ФУФ (Федерации футбола Уругвая) в 1923 году «Атлетико Уондерерс» (это название клуб взял, чтобы отличать две команды, игравшие в АУФ и ФУФ) стал в третий раз чемпионом Уругвая, в драматичном противостоянии с «Пеньяролем». В 31 туре «Уондерерс» по разу сыграл вничью и проиграл, а «Пеньяроль» проиграл два раза, отстав на два очка. У «Атлетов» было 59 очков, мячи 75:8, а «Пеньяроль» набрал 57 очков, забил 100 мячей, пропустил 10. В следующем году «Уондерерс» финишировал вторым, опять в противостоянии с «Пеньяролем».
Последний на данный момент чемпионский титул «Монтевидео Уондерерс» завоевал в 1931 году.
В 1975 году команда дебютировала в Кубке Либертадорес. С начала 1980-х клуб ещё несколько раз играл в этом турнире, пробиваясь туда, как правило, через Лигилью.

## Примечательный факт
Название команды — Wanderers — переводится с английского как «Странники». Клуб 4 раза менял арену, на которой выступал, а в некоторые моменты своей истории официально был «бездомным» клубом.

## Достижения
- Чемпион Уругвая (4): 1906, 1909, 1923 (ФУФ), 1931
- Победитель Лигильи (2): 1987, 2001

## Известные игроки
По данным официального сайта клуба
- Хорхе Вальтер Барриос
- Карлос Бастос
- Хуан Баутиста Бесуццо
- Рене «Тито» Борхес
- Обдулио Хасинто Варела
- Виктор Гуальяноне
- Хуан Хосе Карвидон
- Хосе Даниэль Карреньо
- Николас Конти
- Ариэль Красоуски
- Эктор Мальяно
- Хосе Мария Медина
- Агенор Мунис
- Мигель Анхель Ортис
- Франциско Очиусси
- Эдуардо Риканьи
- Каэтано Сапорити
- Артуро Сеоане
- Вальтер Соса
- Доминго Техера
- Хулио Тоха
- Роберто Фигероа
- Энцо Франческоли
- Оскар Челье
- Франсиско Фрионе
- Рауль Эсналь